# اولیور هاردی
اولیور نوروِل هاردی (انگلیسی: Oliver Norvell Hardy؛ زاده ۱۸ ژانویه ۱۸۹۲ – درگذشته ۷ اوت ۱۹۵۷)، بازیگر و کمدین آمریکایی و یکی از اعضای زوج هنری لورل و هاردی بود. او با شریک کمدی خود استن لورل در ۱۰۷ فیلم کوتاه، فیلم بلند و نقش‌های افتخاری ظاهر شد. نخستین فیلم او بابای زرنگ نام داشت که در سال ۱۹۱۴ منتشر شد. هاردی در فیلم‌های صامت اولیه خود پیش از همکاری با هال روچ، با نام هنری «بیب هاردی» (انگلیسی: Babe Hardy) حضور می‌یافت.

## اوایل زندگی و تحصیلات
اولیور هاردی با نام اصلی «نورول هاردی» در  هارلم به دنیا آمد. پدرش، که او هم «اولیور» نام داشت، یک کهنه سرباز ارتش ایالات مؤتلفه در جنگ داخلی آمریکا بود که در نبرد آنتی‌تام در ۱۷ سپتامبر ۱۸۶۲ مجروح و افسر سربازگیری «گروهان کی» از هنگ شانزدهم جورجیا شده بود و در عین حال به پدرش در اداره مزارعِ پنبه باقی‌مانده برای خانواده، کمک می‌کرد. او سپس بخشی از سهام یک شرکت خرده‌فروشی را خرید و به‌طور تمام وقت به‌عنوان مأمور جمع‌آوری مالیات در  شهرستان کلمبیا مشغول به کار شد. مادر هاردی، «امیلی نورول»، دختر «توماس بنجامین نورول» بود که از نوادگان «سروان هیو نورول» از اهالی  ویلیامزبرگ و مری فریمن بود. پدر و مادر هاردی در ۱۲ مارس ۱۸۹۰ ازدواج کردند. این دومین ازدواج مادرش و سومین ازدواج پدرش محسوب می‌شود.
آنان پس از ازدواج در سال ۱۸۹۱ و یک سال پیش از تولد اولیور، به  مدیسون نقل مکان کردند. محل تولد اولیور هاردی احتمالاً هارلم است، اما برخی منابع محل تولدش را شهر  کوینگتن (زادگاه مادرش) می‌دانند. پدرش کمتر از یک سال پس از تولد وی فوت کرد. اولیور کوچک‌ترین فرزند از پنج فرزند خانواده بود. برادر بزرگترش سام در «رودخانه آنکی» غرق شد. هاردی او را از رودخانه بیرون کشید، اما نتوانست او را احیا کند.

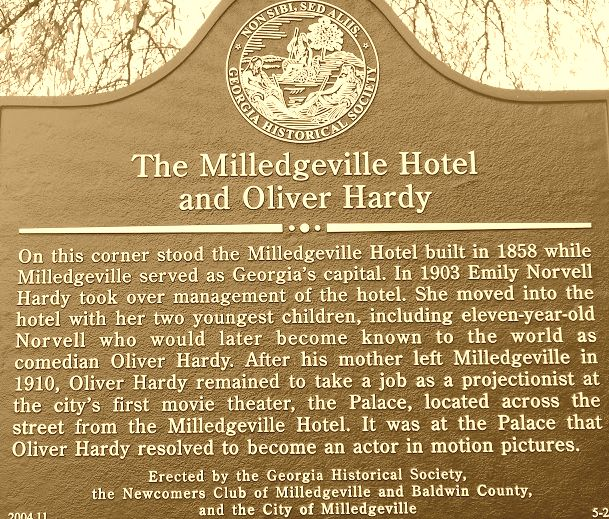
تابلوی تاریخی در شهر میلجویل که بازگوکننده داستان زندگی هاردی در دوران اقامتش در این شهر است.

هاردی در کودکی گاهی بدقلق بود. او را در دوران کودکی به «کالج نظامی جورجیا» در  میلجویل فرستادند. در سال ۱۹۰۵، زمانی که تنها ۱۳ سال داشت، برای ترم پاییزه به «کالج یانگ هریس» در شمال جورجیا فرستاده شد، اما او هنوز مشغول گذراندن دوره متوسطه آن مؤسسه بود که امروزه به عنوان آکادمی شناخته می‌شود. در آن روزگار، دوره‌های کوتاه ۲ ساله برای نوجوانان در کالج وجود نداشت. هاردی علاقه چندانی به تحصیلات رسمی نداشت و در عوض، از آغاز به موسیقی و تئاتر علاقمند بود. او به یک گروه تئاتر پیوست و بعدها از یک مدرسه شبانه‌روزی در نزدیکی آتلانتا فرار کرد تا به اجرای یک برنامه خوانندگی با گروهش برسد. مادرش که به استعداد او در خوانندگی پی برده بود، او را به آتلانتا فرستاد تا نزد معلم آواز آدولف دام-پیترسن به مطالعه موسیقی و صدا بپردازد. اولیور در برخی از این کلاس‌های آموزش آواز نیز شرکت نکرد تا در تئاتر آلکازار با هفته ای ۳٫۵۰ دلار آواز بخواند.
هاردی در نوجوانی، نامش را به «اولیور نوروِل هاردی» تغییر داد و نام کوچک «اولیور» را به‌عنوان ادایِ احترامی به پدرش اضافه کرد. نام او در سرشماری سال ۱۹۱۰ ایالات متحده به عنوان «اولیور ان. هاردی» ثبت شده‌است، و او از «اولیور» به عنوان نام کوچک خود در تمام سوابق قانونی بعدی، قباله‌های ازدواج، و غیره استفاده کرد. هاردی را در  جکسون‌ویل به عضویت «لژ شماره ۲۰ سولومون فراماسونری» دعوت کردند که به او در تهیه اتاق و غذا در دوران آغازین فعالیت هنری-نمایشی‌اش کمک کرد. نام وی به همراه استن لورل در «سازمان برادری» «رسته اعظم موش‌های آبی» ثبت شده‌است.

## حرفه

### اوایل دوران شغلی

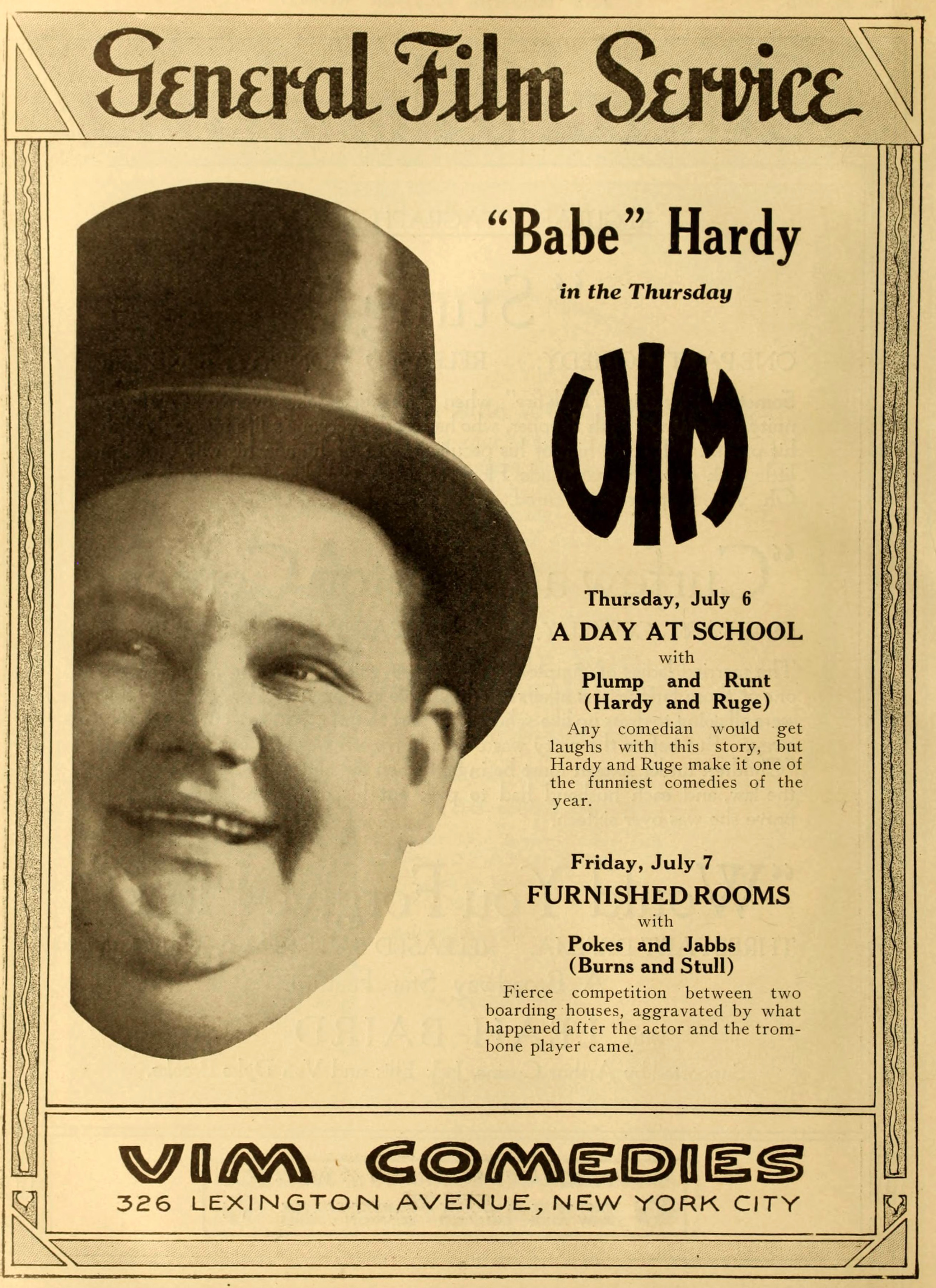
یک پوستر تبلیغاتی برای فیلم ماجراهای مدرسه (۱۹۱۶)، بخشی از مجموعه «چاقالو و ریزه‌پیزه»

در سال ۱۹۱۰، یک سالن سینما به نام «پالاس» در شهر محل زندگی اولیور در  میلجویل افتتاح شد و او به عنوان متصدی آپارات، بلیط‌گیر، سرایدار و مدیر سالن استخدام شد. اولیور خیلی سریع شیفته صنعت نوپای سینما شد و بر این باور بود که خیلی بهتر از بازیگرانی که بر پرده می‌دید، می‌تواند بازی کند. یکی از دوستانش به او پیشنهاد کرد که به مکان ساخت فیلم‌ها در  جکسون‌ویل نقل مکان کند، که این تغییر محل زندگی در سال ۱۹۱۳ میسر شد. او شب‌ها به‌عنوان خوانندهٔ کاباره و وودویل فعالیت داشت و روزها را در کمپانی تولیدی لوبین کار می‌کرد. در این زمان بود که او با یک نوازنده پیانو به نام مادلین سالوشین، آشنا شد و در ۱۷ نوامبر ۱۹۱۳ در  میکن با او ازدواج کرد.
یک سال بعد، اولیور نخستین فیلم خود را با نام بابای زرنگ برای استودیوی لوبین ساخت که در آن با نام «او.ان. هاردی» حضور یافت. در زندگی شخصی‌اش، او را با نام «بیب» هاردی می‌شناختند و در بسیاری از فیلم‌های بعدی‌اش در لوبین نیز، مانند بازگشت به مزرعه (۱۹۱۴) با نام «بیب هاردی» بازی کرد. اولیور هاردی مردی درشت‌اندام بود با قد ۱٫۸۵ متر و وزنی در حدود ۱۳۶ کیلوگرم. این جثه درشت محدودیت‌هایی در قبول نقش‌ها برایش ایجاد می‌کرد. او اغلب به عنوان شخصیت شرور و منفی فیلم انتخاب می‌شد، اما در فیلم‌های کوتاه کمدی نیز نقش‌هایی داشت که هیکل بزرگش، مکمل آن نقش کمدی می‌شد. تا سال ۱۹۱۵، هاردی ۵۰ فیلم کوتاه یک حلقه‌ای در لوبین ساخت. سپس به نیویورک نقل مکان کرد و برای استودیوهای پتی، کازینو و ادیسون فیلم ساخت. اندکی بعد دوباره به جکسونویل بازگشت و در آنجا برای «شرکت فیلم‌سازی ویم کامدی» فیلم ساخت. این استودیو - پس از آنکه هاردی پی برد مالکان آن از حقوق و دستمزد کارمندان‌شان دزدی می‌کنند - بسته شد. اولیور سپس برای «استودیوی کینگ بی» که شرکت ویم را خرید، کار کرد و با بیلی روژ، بیلی وست (مقلد چارلی چاپلین) و بازیگر کمدی «اتل برتون پالمر» همکاری نمود. اولیور تا اوایل دهه ۱۹۲۰ به بازی در نقش شخصیت‌های منفی برای فیلم‌های بیلی وست ادامه داد و اغلب همان نقش‌هایی را بازی کرد که اریک کمبل در فیلم‌های چاپلین به عهده داشت.

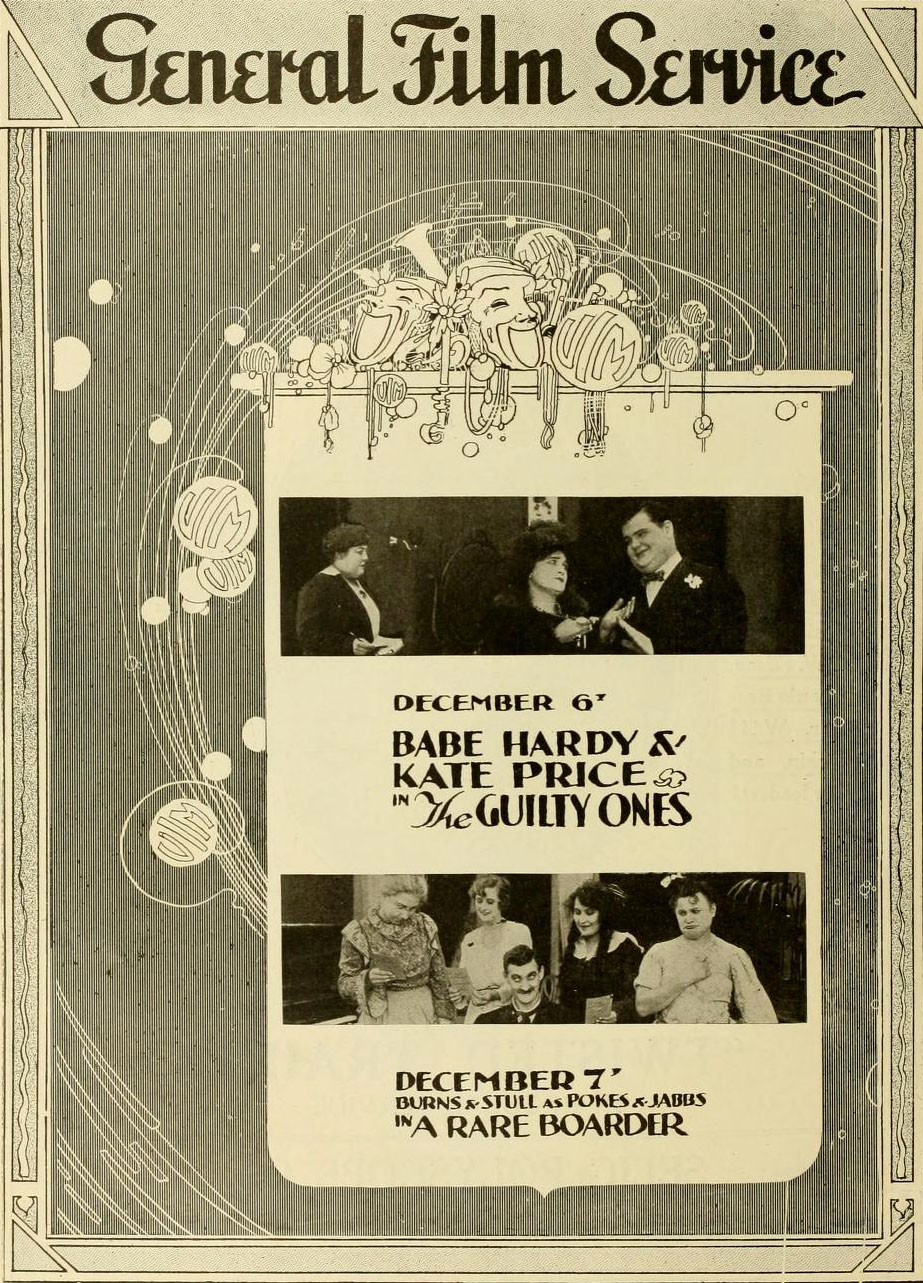
گناهکاران، یکی از ده فیلم کارگردانی شده توسط هاردی

بین سال‌های ۱۹۱۶–۱۹۱۷، طی دوره‌ای کوتاه، هاردی حرفه کارگردانی را تجربه کرد. طی این مدت، ده فیلم کوتاه را خودش به تنهایی یا به همکاری فردی دیگر کارگردانی نمود و خودش نیز در آنها بازی کرد.
اولیور در سال ۱۹۱۷ به لس آنجلس نقل مکان کرد و برای چندین استودیو هالیوودی به صورت کارمزدی کار کرد. او بین سال‌های ۱۹۱۸ تا ۱۹۲۳ بیش از ۴۰ فیلم برای ویتاگراف ساخت که در بیشتر آن‌ها با لری سمون همبازی بود. هاردی در سال ۱۹۱۹ از همسرش جدا شد و این زندگی مشترک ابتدا در نوامبر ۱۹۲۰ با طلاق موقتی و سپس در ۱۷ نوامبر ۱۹۲۱ با طلاق قطعی به پایان رسید. اولیور در ۲۴ نوامبر ۱۹۲۱، با هنرپیشه‌ای به نام «میرتل ریوز» ازدواج کرد. این ازدواج نیز سرانجام خوشی نداشت چون گفته می‌شد که ریوز الکلی شده بود.

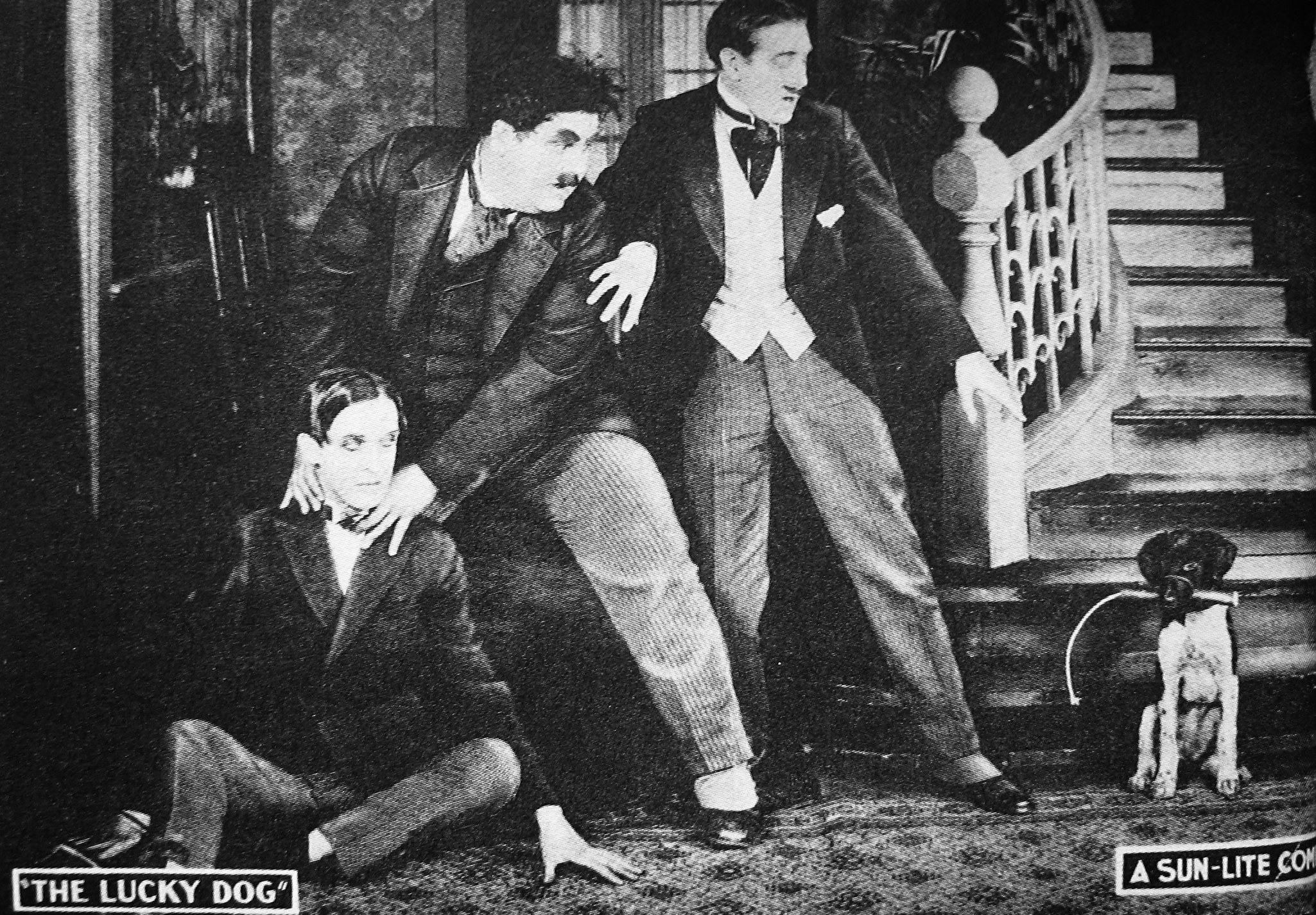
در کنار استن لورل در صحنه‌ای از فیلم سگ خوشبخت (۱۹۲۱)، شش سال پیش از آنکه ایندو به یک زوج کمدی مبدل گردند.

اولیور در سال ۱۹۲۱ در فیلم سگ خوشبخت، به تهیه‌کنندگی برانکو بیلی اندرسن و با بازی استن لورل ظاهر شد. هاردی نقش دزدی را بازی می‌کرد که سعی می‌کرد جلوی شخصیت لورل را بگیرد. آنها تا چندین سال دیگر اثر مشترک دیگری نداشتند. در سال ۱۹۲۴، هاردی در استودیوی هال روچ با مجموعه فیلم‌های دارودسته ما و چارلی چیس شروع به کار کرد. وی در سال ۱۹۲۵ در نقش مرد حلبی در جادوگر شهر از هنرنمایی کرد. همچنین در همان سال در فیلم آره، آره، نانت با بازی جیمز فینلِـیسون و کارگردانی استن لورل ظاهر شد (در سال‌های بعد، فینلایسون اغلب یک بازیگر مکمل در مجموعه فیلم‌های لورل و هاردی بود). او همچنین به بازی در نقش‌های مکمل در فیلم‌هایی با حضور کلاید کوک و بابی ری ادامه داد. هاردی در سال ۱۹۲۶ در دو فیلم کوتاه دیگر به کارگردانی لورل به نام‌های باباهای سرگردان و مادام میستری نقش‌آفرینی نمود.

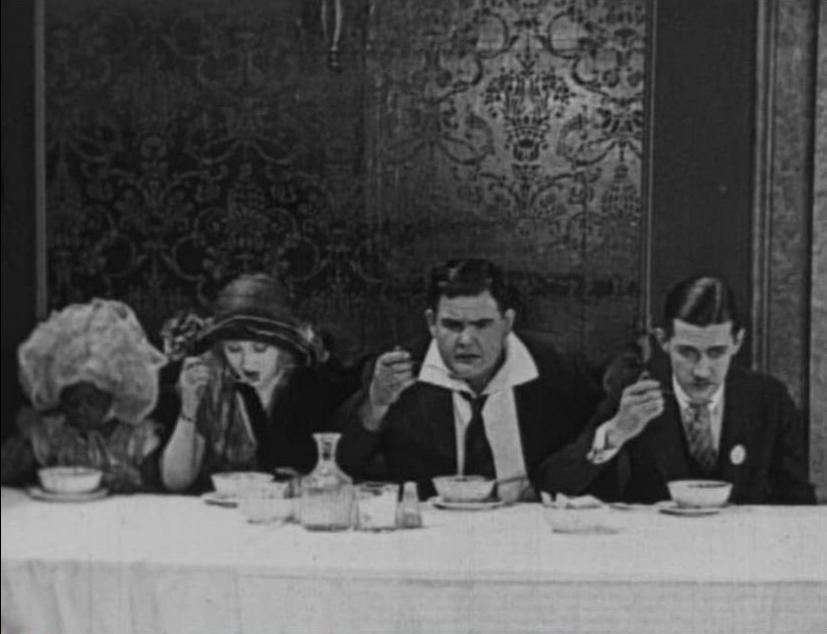
هاردی یک نقش مکمل در فیلم زندگی ناگوار نیست؟ (۱۹۲۵) داشت که در آن با چارلی چیس و کاترین گرانت همبازی بود.

قرار بود اولیور در سال ۱۹۲۶ در فیلمی به کارگردانی استن لورل و فرد گیول بازی کند، اما طی یک سانحهٔ غیرمنتظره دچار سوختگی شد و در بیمارستان بستری گردید. استن لورل در آن هنگام در استخدام استودیوهای هال روچ (به‌عنوان یک کمدی نویس و کارگردان) بود و درنتیجه برای تکمیل فیلم، جایگزین اولیور هاردی شد. از اینجا بود که لورل دوباره به حرفه بازیگری برگشت و در فیلم ۴۵ دقیقه از هالیوود با هاردی نقش آفرینی نمود، که البته در هیچ صحنه‌ای با هم همبازی نبودند و نقش‌های جداگانه‌ای داشتند.

### با استن لورل

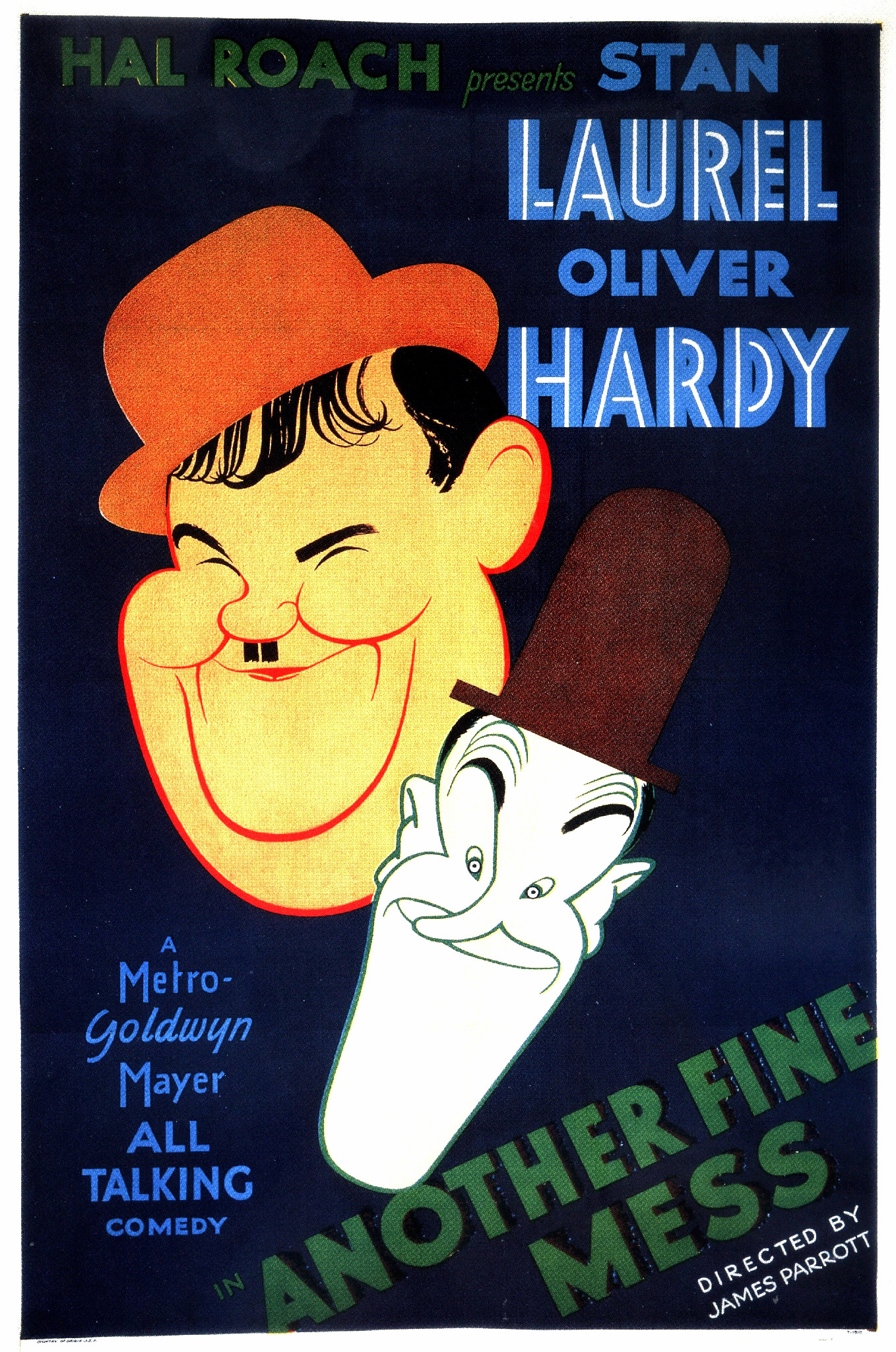
پوستر فیلک یک افتضاح حسابی (۱۹۳۰)

در سال ۱۹۲۷، لورل و هاردی با هم در فیلم‌های ازدواج چپ‌اندرقیچی، سوپ اردک (بدون ارتباط با فیلم سوپ اردک برادران مارکس در سال ۱۹۳۳) و با عشق و نارضایتی بازی کردند. مدیر ناظر استودیوهای هال روچ، لئو مک‌کری، متوجه واکنش تماشاگران به بازی این دو باهم شد و از این پس آنها را در یک تیم کمدی به کار گرفت که منجر به ساخته شدن مجموعه فیلم‌های لورل و هاردی در اواخر همان سال گردید.
لورل و هاردی تولید مجموعهٔ عظیمی از فیلم‌های کوتاه را با هم آغاز کردند، از جمله نبرد قرن (۱۹۲۷) (با یکی از برترین «نبردهای کیکی» در فیلم‌ها)، آیا مردان متأهل باید به خانه بروند؟ (۱۹۲۸)، دو ملوان (۱۹۲۸)، ما عادت نداریم (۱۹۲۹، آغاز گذار آنها به سینمای ناطق) جای خواب (۱۹۲۹)، کله‌پا (۱۹۳۰)، بداخلاق‌ها (۱۹۳۰)، یک افتضاح حسابی (۱۹۳۰)، بزرگ باش! (۱۹۳۱) و چند فیلم دیگر. در سال ۱۹۲۹، آنها در نخستین فیلم بلند سینمایی به نام نمایش هالیوود ۱۹۲۹ در یکی از سکانس‌های نمایشی آغازین ظاهر شدند و سال بعد به عنوان نقش برجستهٔ کمیک در فیلم موزیکال مجلل و تمام رنگی (با تکنیک تکنی‌کالر) آواز یاغی هنرنمایی کردند. این فیلم نخستین حضور «رنگی» آنها را رقم زد، اما امروزه تنها چند قطعه از این فیلم باقی مانده‌است. در سال ۱۹۳۱، آنها در اولین فیلم بلند خودشان ما را ببخشید بازی کردند و تا سال ۱۹۳۵ به ساخت فیلم‌های بلند و کوتاه ادامه دادند. فیلم جعبه موسیقی در سال ۱۹۳۲ در پنجمین دوره جوایز اسکار برنده جایزه اسکار بهترین فیلم کوتاه شد که تنها تلاش آنها برای دریافت چنین جایزه‌ای بود.

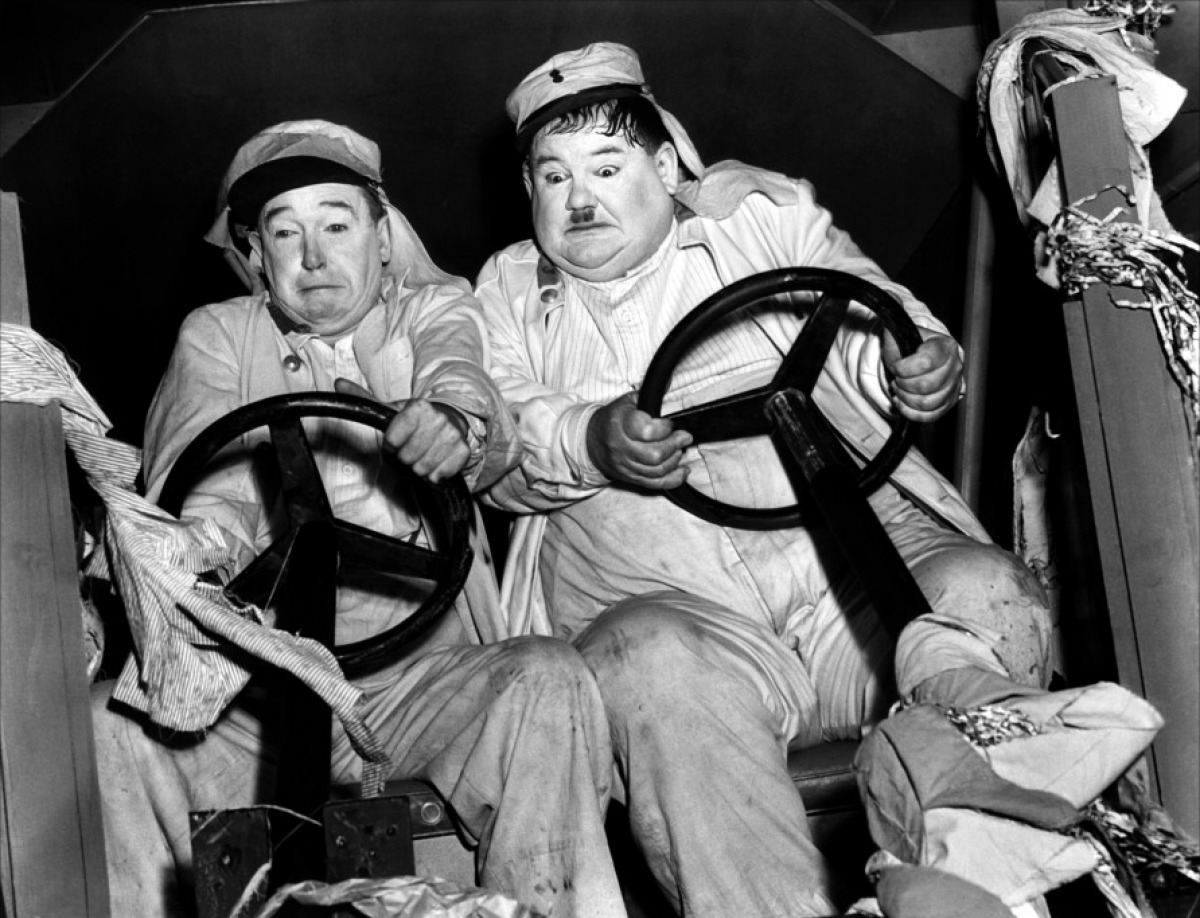
لورل و هاردی در فیلم پرواز دو دیوانه (۱۹۳۹)

در سال ۱۹۳۷ هاردی و میرتل ریوز از هم جدا شدند. اولیور فیلم زنوبیا را با هری لنگدون در سال ۱۹۳۹ ساخت، در حالی که منتظر بود تا یک مشکل قراردادی بین لورل و هال روچ حل شود. در نهایت، آن دو بر سر قرارداد جدیدی به توافق رسیدند و تیم کمدی آنان به تهیه‌کننده‌ای به نام بوریس موروس در استودیو جنرال سرویس سپرده شد تا پرواز دو دیوانه (۱۹۳۹) را بسازند. سر صحنه فیلم‌برداری، هاردی عاشق فیلم‌نامه‌نویس جوانی به نام ویرجینیا لوسیل جونز شد و یک سال بعد با او ازدواج کرد. این دو تا پایان عمر زندگی مشترک سعادت‌آمیزی با هم داشتند.
در سال ۱۹۳۹، لورل و هاردی پیش از ترک استودیو روچ، ساده‌لوح در آکسفورد و نخاله‌ها در دریا را ساختند. سپس مدتی برای «یو.اس. او» بازی کردند تا به سهم خود، از نیروهای متفقین در طول جنگ جهانی دوم حمایت کرده باشند.
در سال ۱۹۴۱ لورل و هاردی قراردادی با کمپانی فاکس قرن بیستم (و همچنین مترو گلدوین مایر در سال ۱۹۴۲) امضا کردند. این استودیوها فیلم‌هایی را در مقیاس بزرگتر تولید می‌کردند. لورل و هاردی در آغاز فقط به عنوان بازیگر در بخش فیلم‌های درجه ب استخدام شدند و مجبور بودند تصمیم‌ها و ایده‌های نویسندگی و تدوین را به تیم‌های سازنده بسپارند. این فیلم‌ها بسیار موفق بودند و به تدریج به لورل و هاردی اجازه داده شد تا ابتکار عمل و دخالت بیشتری در روند ساخت فیلم‌ها داشته باشند. لورل و هاردی در طول سال‌های جنگ، ضمن حفظ محبوبیت‌شان، هشت فیلم بلند ساختند. قرارداد ساخت دو فیلم با مترو گلدوین مایر در اوت ۱۹۴۴ منقضی شد و قرارداد ساخت شش فیلم با فاکس قرن بیستم به دلیل خاتمه تصمیم و اراده این شرکت فیلم‌سازی برای تولید بخش فیلم‌های درجه ب در دسامبر ۱۹۴۴ پایان یافت.
در سال ۱۹۴۷، لورل و هاردی طی یک تور شش هفته‌ای به بریتانیا رفتند. آنها ابتدا مطمئن نبودند که چگونه از آنها استقبال خواهد شد، اما هر جا که می‌رفتند، مورد هجوم علاقمندان و طرفدارانش واقع می‌شدند. این تور هنری به درازا کشید شد و کشورهایی در اسکاندیناوی، بلژیک، فرانسه و همچنین اجرای برنامه‌ای در حضور پادشاه جرج ششم و ملکه الیزابت را نیز شامل گردید. زندگی‌نامه‌نویس آمریکایی جان مک‌کیب می‌نویسد که لورل و هاردی تا سال ۱۹۵۴ به نمایش زنده در بریتانیا و فرانسه ادامه دادند و اغلب از طرح‌ها و مطالب جدیدی که لورل نوشته بود، برای برنامه‌هایشان استفاده می‌کردند.

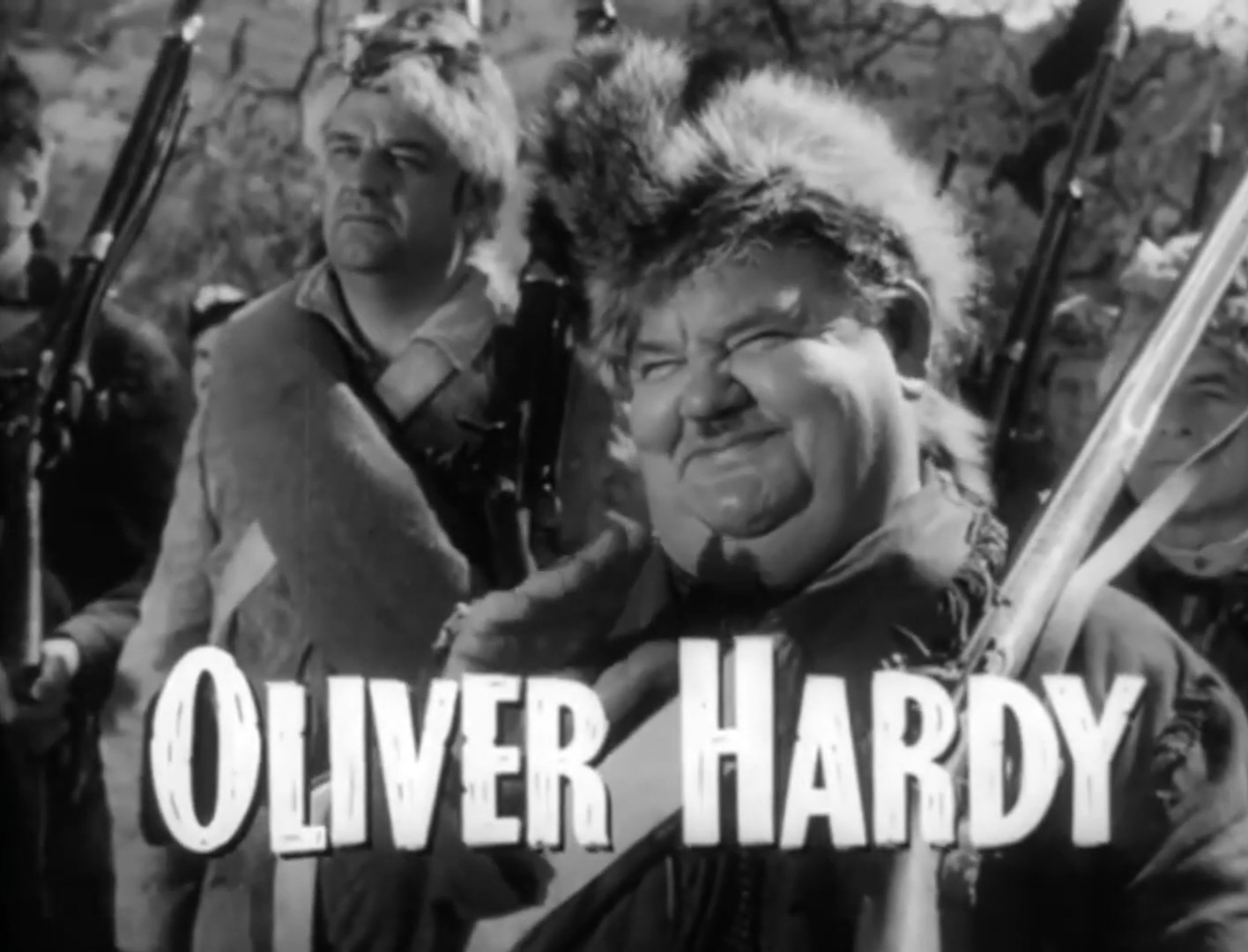
مبارز اهل کنتاکی (۱۹۴۹)

در سال ۱۹۴۹، دوست هاردی - جان وین - از او خواست که نقش مکمل را در فیلم مبارز اهل کنتاکی ایفا کند. هاردی چند سال قبل، زمانی که لورل مشغول درمان بیماری دیابت خود بود، با جان وین و جان فورد در یک اجرای خیریه از نمایشنامه افتخار دیگر ارزشی ندارد همکاری کرده بود. اینبار هاردی کمی مردد بود، اما به اصرار لورل این نقش را پذیرفت. فرانک کاپرا نیز در سال ۱۹۵۰ از او دعوت کرد تا در فیلم سوارکاری در اوج با بینگ کرازبی در نقش کوتاهی بازی کند.
لورل و هاردی بین ۱۹۵۰ تا ۱۹۵۱ در آخرین فیلم خود آتول کا بازی کردند. فیلم یک ایده ساده داشت: لورل جزیره‌ای را به ارث می‌برد و این دو به دریا می‌زنند، اما در آنجا با طوفان روبرو می‌شوند و تصادفاً جزیره‌ای کاملاً جدید را کشف می‌کنند که سرشار از اورانیوم است و آنها را قدرتمند و ثروتمند می‌کند. با این حال، فیلم توسط کنسرسیومی از شرکت‌های اروپایی و گروهی از بازیگران بین‌المللی ساخته شد که زبان یکدیگر را نمی‌فهمیدند و نمی‌توانستند ارتباط مؤثری با هم برقرار کنند. علاوه بر این، لورل مجبور شد فیلمنامه را بازنویسی کند تا با سبک و سیاق کمدی آنها مطابقت داشته باشد و بدتر اینکه هر دو در طول فیلمبرداری دچار بیماری جسمی جدی شدند.
لورل و هاردی دو حضور زنده تلویزیونی داشتند: در سال ۱۹۵۳ در پخش زنده برنامه بی‌بی‌سی با موسیقی مواجه شو، و در دسامبر ۱۹۵۴ در برنامه شبکه ان‌بی‌سی به نام این زندگی شماست. آنها همچنین در سال ۱۹۵۵ در یک شوی تلویزیونی از پیش فیلمبرداری شده بی‌بی‌سی ظاهر شدند که آخرین حضور آنها با هم بود. این زوج در سال ۱۹۵۵ با هال روچ جونیور قرارداد بستند تا مجموعه‌ای از برنامه‌های تلویزیونی بر اساس افسانه‌های کهن کودکان تولید کنند. به گفتهٔ جان مک‌کیب، قرار بود این مجموعه برای ان‌بی‌سی ساخته شود، اما بروز سکته مغزی لورل سریال را به تعویق انداخت؛ سکته‌ای که نیاز به دوره نقاهت طولانی داشت. چندی بعد و در همان سال، در حالی که لورل در حال بهبودی بود، هاردی دچار حمله قلبی و سکتهٔ مغزی شد که هرگز بهبود نیافت.

## مرگ

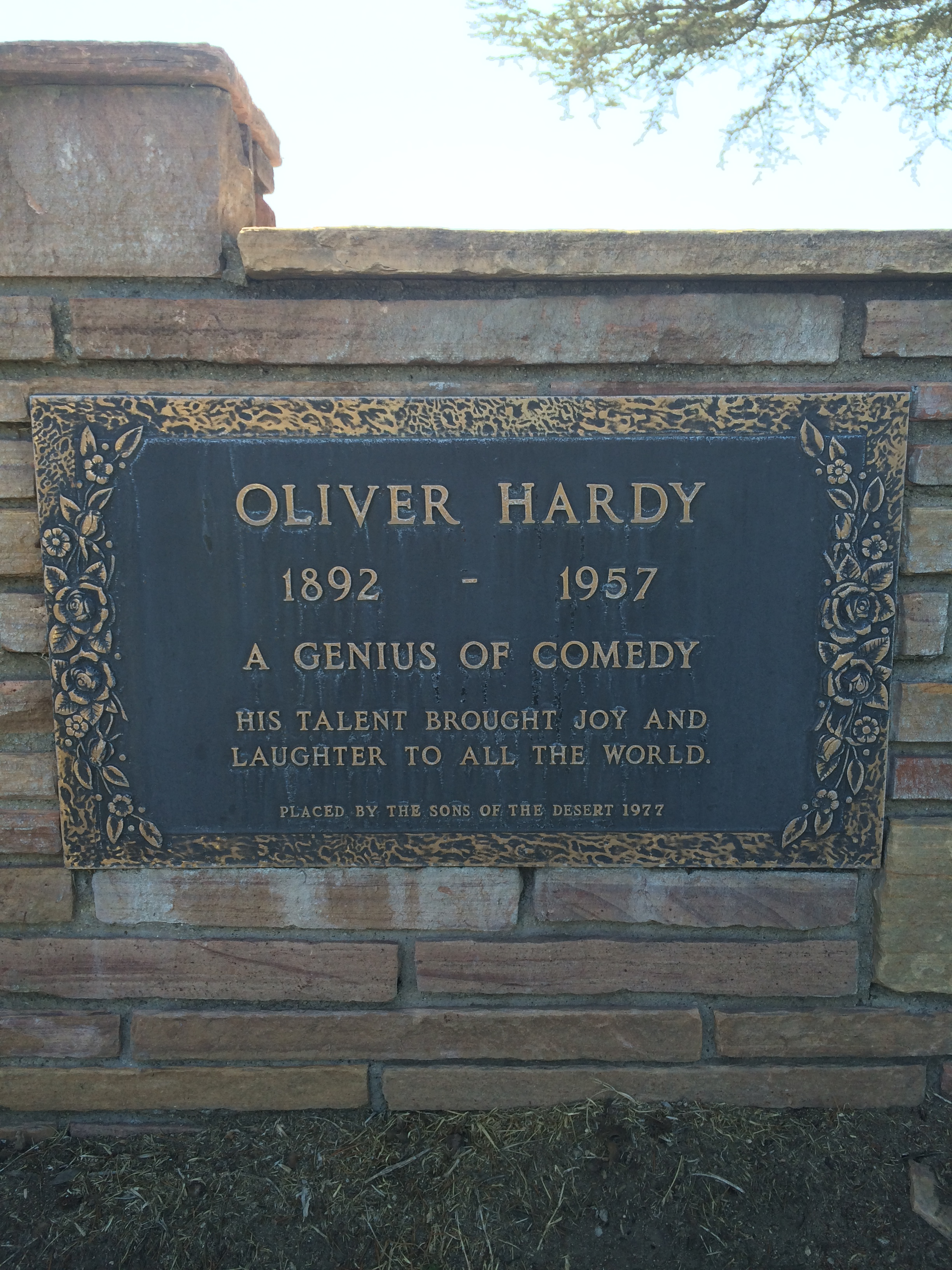
مقبره اولیور هاردی در گورستان والهالا مموریال پارک

هاردی در مه ۱۹۵۴ دچار حمله قلبی خفیف شد و برای اولین بار در زندگی تصمیم گرفت مراقب سلامتی خود باشد. او ظرف چند ماه، بیش از ۶۸ کیلوگرم وزن کم کرد که ظاهر جسمی او را به کلی تغییر داد. نامه‌های نوشته‌شده توسط لورل، اشاره به ابتلای هاردی به مراحل پایانی نوعی سرطان دارد، و گمان می‌رود علت کاهش وزن شدید و سریع هاردی همین بیماری بوده‌است. لورل و هاردی هر دو سیگاری بودند. هال روچ می‌گفت که از این دو مثل «دودکش قطار باری زغالی» دود بلند می‌شد.
اولیور هاردی در ۱۴ سپتامبر ۱۹۵۶ دچار سکتهٔ مغزی شدید شد که باعث گردید زمین‌گیر شود و در تخت بیماری بماند و تا چندین ماه قادر به صحبت کردن نباشد. او در خانه و تحت مراقبت همسرش لوسیل باقی ماند. سپس دو بار دیگر هم سکته مغزی رخ داد و هاردی در اوایل اوت ۱۹۵۷ به کما رفت و در ۷ اوت ۱۹۵۷ بر اثر بروز لخته خون در مغز در سن ۶۵ سالگی درگذشت. وی را در گورستان والهالا مموریال پارک در شمال هالیوود به خاک سپردند. لورل پس از دست دادن «رفیق و شریک عزیز» خود تسلی‌ناپذیر بود. پزشکش به وی توصیه کرد که به دلیل وضعیت نامناسب جسمی خود در مراسم تشییع جنازهٔ هاردی شرکت نکند. لورل چنین کرد و گفت که «بیب درک خواهد کرد».

## میراث فرهنگی

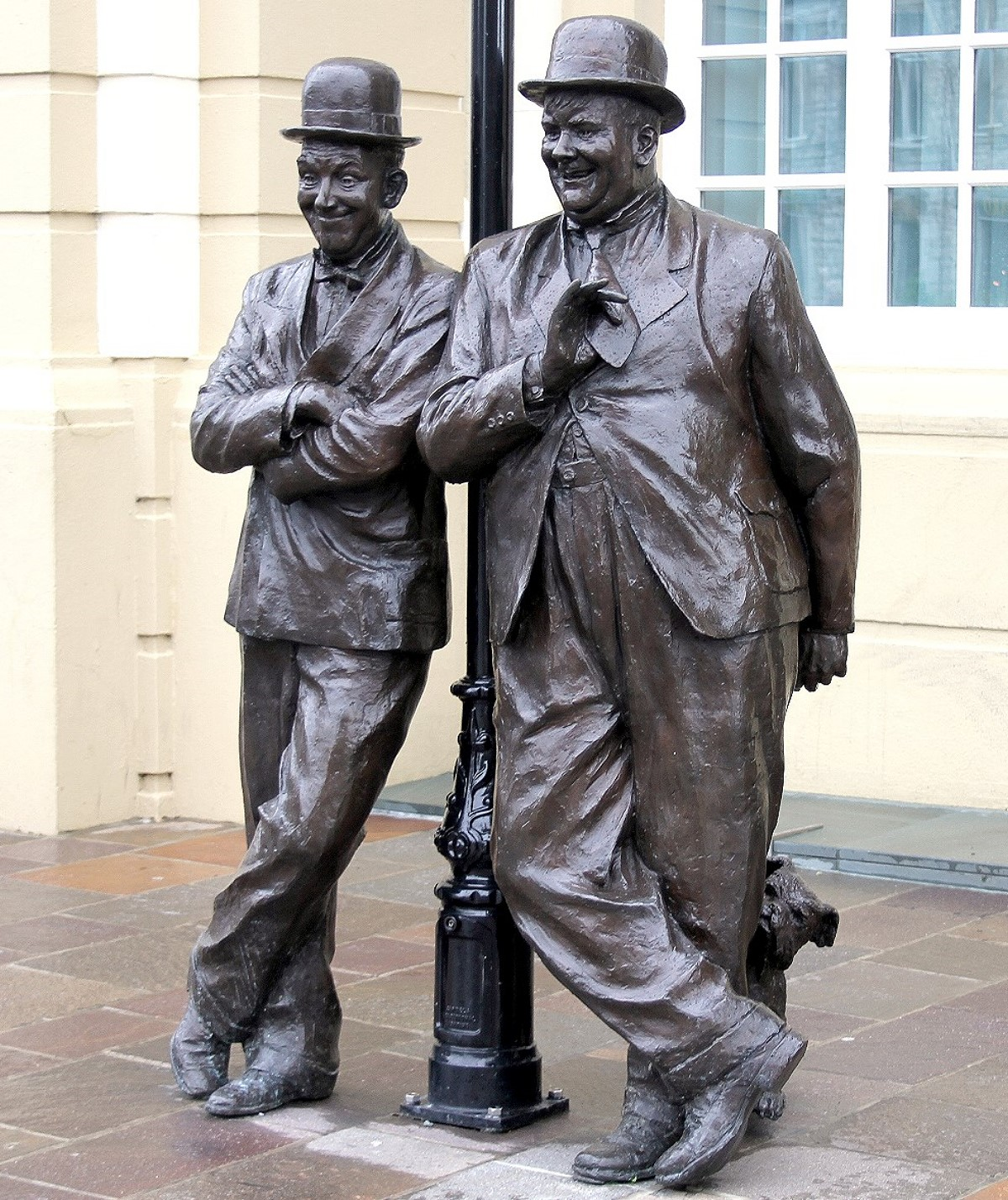
مجسمهٔ استن لورل و اولیور هاردی بیرون «کورونیشن هال»، اولرستون، کامبریا، انگلستان

- ستاره هاردی در پیاده‌روی مشاهیر هالیوود در شماره ۱۵۰۰ خیابان واین در هالیوود نصب شده‌است.
- نام لورل و هاردی در «سازمان برادری» «رسته اعظم موش‌های آبی» ثبت شده‌است.[۵]
- یک موزه کوچک لورل و هاردی در زادگاه هاردی در هارلم در جورجیا وجود دارد که در ۱۵ ژوئن ۲۰۰۲ افتتاح شد. در این شهر «جشنواره سالانه اولیور هاردی» هم برگزار می‌شود.
- در فیلم استن و اُلی (۲۰۱۸)، استیو کوگان در نقش لورل ظاهر شده و جان سی ریلی نقش هاردی را ایفا نموده‌است.

## فیلم‌شناسی
(فیلم‌های اولیور هاردی که در آنها به عنوان بازیگر و بدون استن لورل نقش‌آفرینی نموده‌است).
 (فیلم‌هایی که با استن لورل همبازی بوده‌است).